# Dick Ayers
Dick Ayers, all'anagrafe Richard Bache Ayers (Ossining, 28 aprile 1924 – White Plains, 4 maggio 2014), è stato un fumettista statunitense.
Noto per la sua prolificità artistica, è stato uno dei primi collaboratori della Marvel Comics lavorando come inchiostratore di Jack Kirby durante la Silver Age dei fumetti di supereroi.

## Premi
- Nel 1985 ha vinto il premio della National Cartoonists Society per il miglior comic book.
- Nel 2007 è stato inserito nella Will Eisner Hall of Fame.